# Tityrus
Tityros (griechisch) bzw. Tityrus (lateinisch) ist der Name eines Hirten in der antiken bukolischen Dichtung.
Der Name wird zuerst von Theokrit (Idyll 3, 2–4) verwendet, dann vor allem vom römischen Dichter Vergil in dessen Eklogen.
In der ersten Ekloge trifft der landvertriebene Meliboeus auf Tityrus, der sich im Schatten einer Buche ausruht. Tityrus erzählt Meliboeus von seiner doppelt erfolgreichen Reise nach Rom. Erstens hat er sich dort freikaufen können, zweitens sah er in Rom „einen Gott“ (gemeint wohl Octavian, der spätere Augustus), den er immer preisen wird. Dem Schicksal des Tityrus entgegengesetzt ist das des Meliboeus, der, von Haus und Grund vertrieben, nicht weiß, wohin er sich mit seinen Ziegen wenden soll. Für die bereits hereinbrechende Nacht bietet Tityrus ihm sein Haus als Unterkunft an.
Tityrus wird auch in der dritten, fünften, sechsten, achten und neunten Ekloge Vergils erwähnt.